# Gustau Biosca
Gustau Biosca (ur. 29 lutego 1928 w L'Hospitalet de Llobregat, zm. 1 listopada 2014) – piłkarz hiszpański, grający na pozycji obrońcy. Karierę rozpoczął w 1948 roku w FC Barcelona.
W barwach katalońskiego klubu rozegrał 189 meczów. Po rezygnacji z gry w FC Barcelona nie miał ofert z innych klubów, ponieważ władze hiszpańskie odmówiły temu piłkarzowi gry w innych klubach. Dlatego też grał jeszcze przez rok w FC Barcelona B, gdzie skończył karierę w 1959 roku.